# Juan Székely de Szentgyörgy
Juan Székely de Szentgyorgy (¿? - 18 de octubre de 1448) fue un barón húngaro, que ocupó el cargo de Ban de Croacia, Dalmacia y Eslavonia entre junio de 1446 y enero de 1448. Era el cuñado del regente de Hungría Juan Hunyadi. Su hijo Tomás Székely fue pior de Vrana.
Su nombre es mencionado por primera vez por las fuentes históricas en 1429. Era un familiar de Juan Hunyadi y sirvió como miembro del jurado de Solt en 1429. Actuó como juez de los cumanos desde 1444 a 1446. Después de eso, fue nombrado Ban y además fue también gobernador del Priorato de Vrana. Apoyó a su cuñado contra de los condes de Celje en la guerra civil, como resultado los nobles de los condados de Varaždin y Zagreb protestaron en su contra en la Dieta de 1447. Juan Székely murió en la batalla de Kosovo en 1448.